# 盲人门球

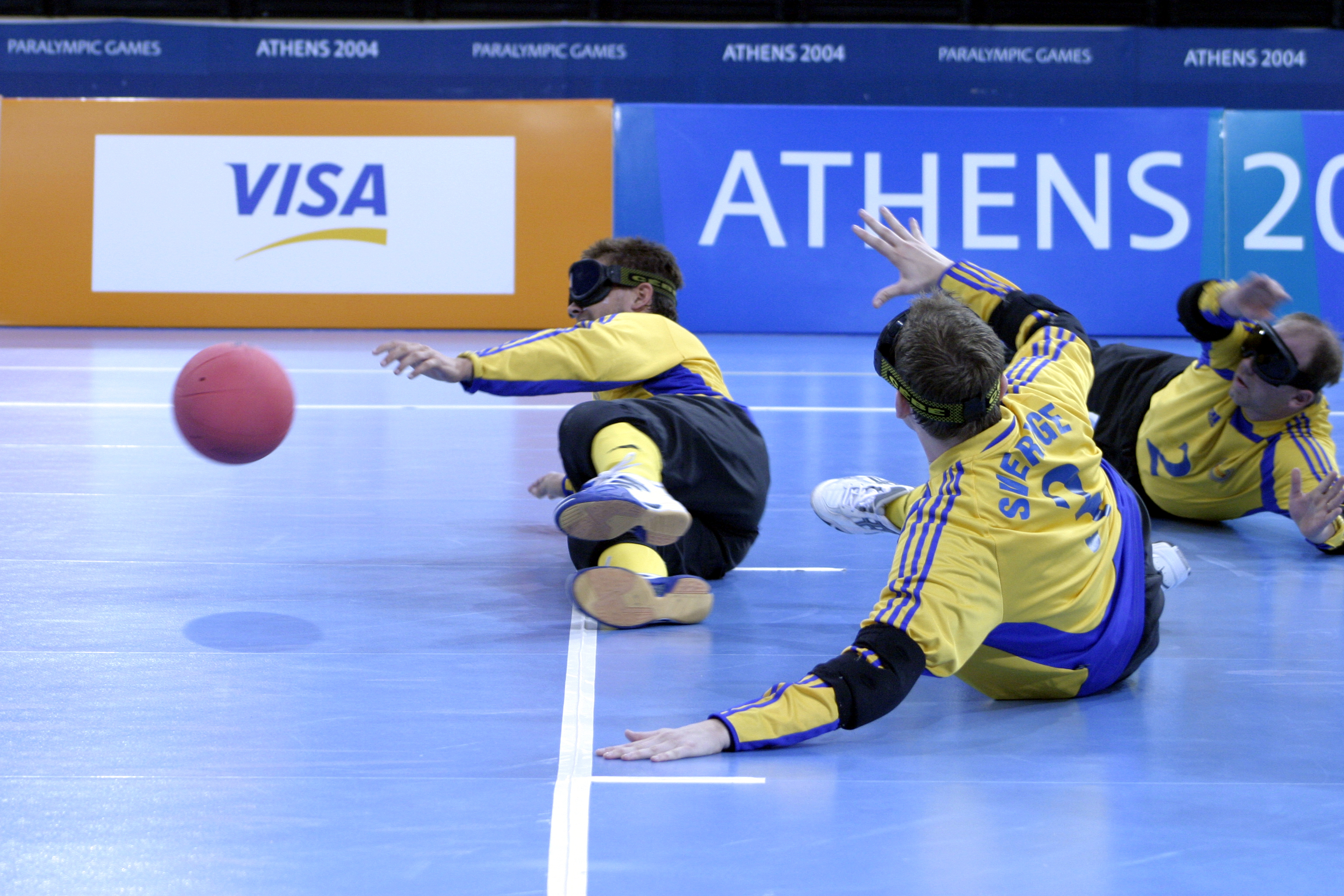
2004年雅典残奥会盲人门球比赛中的瑞典队。

盲人門球（英語：Goalball）是一項視覺障礙人士的球類運動和殘奧會比賽項目。每場賽事由三位運動員組成一隊出賽，球員要按球發出的聲音判斷球的方向和速度，盡量阻止對手得分，並在24分鐘內取得最多分數。

## 歷史
盲人門球起源於1946年的奧地利。在當時，只不過是一項視障人士的球類遊戲。隨後，由於該球類活動容易進行，加上器材簡單，成為一項流行於歐洲的活動。
其後，該項球類漸漸被人視為運動項目。於1976年在多倫多舉行的殘奧會中，盲人門球成為表演項目，只設男子組，最終發源地奧地利力克西德，贏得金牌。1980年的殘奧會上，盲人門球正式成為比賽項目之一，也是殘奧會第13個的比賽項目。其後在1984年於紐約舉行的殘奧會上，盲人門球新增女子小項，結果當屆賽事中，美國於決賽擊敗加拿大，奪得金牌。
1978年，首屆的世界盲人門球錦標賽於奧地利舉行。兩年後，世界失明人運動協會成立，正式接管盲人門球事宜及其錦標賽。近10年，加拿大與丹麥分別為男、女子盲人門球中的霸主，他們自1996年的殘奧會以來，分別兩度奪得金牌，並兩度贏得四年一度的世界錦標賽。時至2008年夏季殘奧會，共有20隊、120位運動員參與賽事。

## 規則
一場盲人門球比賽由兩隊對賽，每隊由六人組成，必須為失明人士，並只有三位球員上場。而在一場比賽中，隊伍只有三次替換球員的機會（加時賽有1次機會）。由於國際殘奥會對於盲人門球並沒有嚴格的分類，故此，運動員需要戴上紗布眼罩及遮光眼鏡，運動員需要借球發出的聲音感覺球的來勢和方向。
賽事全長24分鐘，分為上、下半場，每半場均長12分鐘。在這24分鐘中，球員在攻門時要以投擲的方式把球滾進對方寬9米的大門中，攻進一球得一分，較高分的一隊為勝方，若雙方在24分鐘內未能分出勝負，則進行上、下半場各3分鐘的加時賽，首先得分者為勝方，如雙方依平分，則進行類似足球賽事的互射點球定出勝負。

### 犯規
以下為盲人門球比賽中的違規行為。一般而言，嚴重性較低的犯規會被判定點球，犯規隊伍要把發球權交給對方。此時，雙方只有一人可在比賽場地內﹕
1. 短球﹕攻方運動員未能把球滾至對方區域
2. 高球﹕攻方運動員在發球時把球投至半空
3. 第三次發球﹕一位球員只能於半場中發球兩次，第三次為違規
4. 非法防守﹕一方球員走進對方範圍，都是違規行為
5. 觸摸眼罩﹕運動員在未经裁判同意下觸摸眼罩

相反，如運動員做出如毆打對方或裁判、使用興奮劑、製成噪音等不君子行為，都為嚴重的犯規，會被取消比賽資格，腰斬比賽，甚至取消整個賽事的參賽權利。

## 場地與器材
盲人門球的比賽場地為長18米、寬9米的室內硬地球場，每個半場從底線依次被分為防守區、落地區和中立區三個部分，皮球若在落地區依停留在半空則為長球犯規。
另外，盲人門球的大門寬9米，高1.30米、門柱直徑為0.15米，大門下的白線為球門線，若皮球接觸到球門線則為一記入球。至於比賽用球為一個內置響鈴、重1250克、周長76厘米的橡膠球，球上有8個1厘米的細孔。

## 外部連結
- 2006年世界錦標賽-美國對日本@youtube （页面存档备份，存于）